# Lalganj
Lalganj é uma cidade e um município no distrito de Vaixali, no estado indiano de Bihar.

## Geografia
Lalganj está localizada a 25° 52′ N, 85° 11′ L. Tem uma altitude média de 42 metros (137 pés).

## Demografia
Segundo o censo de 2001, Lalganj tinha uma população de 29.847 habitantes. Os indivíduos do sexo masculino constituem 52% da população e os do sexo feminino 48%. Lalganj tem uma taxa de literacia de 51%, inferior à média nacional de 59,5%: a literacia no sexo masculino é de 60% e no sexo feminino é de 42%. Em Lalganj, 18% da população está abaixo dos 6 anos de idade.